# Udo Samel
Udo Samel (* 25. Juni 1953 in Eitelsbach, heute Stadtbezirk von Trier) ist ein deutscher Schauspieler, Sprecher und Regisseur.

## Leben
Udo Samel erlernte seinen Beruf von 1974 bis 1976 an der Hochschule für Musik und darstellende Kunst in Frankfurt am Main, nachdem er an der Goethe-Universität in Frankfurt ein Jahr lang Slawistik und Philosophie studiert hatte.
Nach den ersten Stationen im Staatstheater Darmstadt und dem Schauspielhaus Düsseldorf fand er seine künstlerische Heimat 1978 an der Berliner Schaubühne. Hier arbeitete er mit Regisseuren wie Peter Stein, Luc Bondy, Klaus Michael Grüber, Andrzej Wajda, Robert Wilson und Andrea Breth zusammen. Vom Theatermagazin Theater heute wurde er 1979 zum besten Nachwuchsschauspieler und 1991 zum Schauspieler des Jahres gewählt. Festes Ensemblemitglied blieb er an der Schaubühne bis 1992. Seine darauffolgende Zeit als freiberuflicher Schauspieler beinhaltete unter anderem ein Gastspiel als Goethes Torquato Tasso am Wiener Burgtheater im Jahr 1994. Er band sich erst 2001 wieder fest an ein Theater: Er kehrte zurück nach Frankfurt an das Schauspiel Frankfurt; er spielte dort den Woyzeck von Georg Büchner (Regie: Stéphane Braunschweig, eine Übernahme des Residenztheaters München), in Ibsens Gespenster den Pastor Manders, ebenfalls in Braunschweigs Regie, und den Vater in Henning Mankells Stück Zeit im Dunkel, unter der Regie des Autors. Von 2004 bis 2015 war Samel Ensemblemitglied des Wiener Burgtheaters, an dem er bereits früher gastiert hatte, wo er vor allem in Inszenierungen von Andrea Breth Erfolge feiern konnte. Vielbeachtet war Samel 2009 in der Titelrolle des König Lear am Schauspielhaus Graz in der Regie von Peter Konwitschny. Konwitschny konnte Udo Samel drei Jahre später auch für seine Faust-Inszenierung am Schauspielhaus Graz als Mephisto gewinnen. Die Premiere fand am 15. Dezember 2012 statt.
1996 inszenierte Udo Samel am Deutschen Nationaltheater Weimar die Oper Wozzeck von Alban Berg. Dies war seine erste Opernregie. Weitere Inszenierungen folgten am Bremer Theater am Goetheplatz (Don Pasquale, Gaetano Donizetti), am Bayerischen Staatsschauspiel/Marstall in München (Albert Ostermaiers Zuckersüss & Leichenbitter) und an der Dresdner Semperoper (Giuseppe Verdis Aida und Giacomo Puccinis Il Trittico). Seit 2003 inszenierte er an der Oper Frankfurt (Die Franz-Schubert-Zyklen und Alexander von Zemlinskys Eine florentinische Tragödie / Der Zwerg).
2009 wurde Udo Samel an seiner ehemaligen Ausbildungsstätte, der Hochschule für Musik und Darstellende Kunst in Frankfurt am Main, zum Professor honoris causa berufen.
Udo Samel spielte außerhalb seiner Theaterarbeit in zahlreichen Filmen. Sein Filmdebüt gab er 1978 in dem Film Messer im Kopf (Regie: Reinhard Hauff). 1986 spielte er in dem Film Mit meinen heißen Tränen, in dem er den Komponisten Franz Schubert verkörperte (Regie: Fritz Lehner). Für diese Rolle erhielt er zahlreiche Auszeichnungen. Das Fernsehpublikum kennt Udo Samel durch zahlreiche Gastrollen in Krimi-Serien (Tatort, Ein Fall für zwei) und durch die Rolle des jüdischen Kaufmanns Max Salomon in dem ZDF-Sechsteiler Durchreise – Die Geschichte einer Firma, für die er mit dem Bayerischen Fernsehpreis und dem Goldenen Gong ausgezeichnet wurde. 2000 spielte er in dem zweiteiligen Doku-Drama Deutschlandspiel die Rolle des Michail Gorbatschow. Seit 2017 verkörpert er als Ernst Gennat eine wesentliche Rolle in der Fernsehserie Babylon Berlin.
Samel fungierte bereits mehrfach als Erzähler bei Dokumentationen, so Das Goebbels-Experiment und 14 – Tagebücher des Ersten Weltkriegs. Ebenfalls las er bereits verschiedene literarische Werke als Hörbücher ein, darunter Der Zauberberg von Thomas Mann.
Im Februar 2021 war Samel Teil der Initiative #ActOut im SZ-Magazin, zusammen mit 184 anderen lesbischen, schwulen, bisexuellen, queeren, intergeschlechtlichen und transgender Personen aus dem Bereich der darstellenden Künste.

## Auszeichnungen
- 1977: Förderpreis für Literatur der Landeshauptstadt Düsseldorf[5]
- 1986: Fernsehpreis der österreichischen Volksbildung für Mit meinen heißen Tränen
- 1987: Deutscher Darstellerpreis Chaplin-Schuh des Verbandes der Film- und Fernsehregisseure e. V.
- 1987: Adolf-Grimme-Preis mit Gold für Mit meinen heißen Tränen (zusammen mit Fritz Lehner und Gernot Roll)
- 1988: Europäischer Filmpreis-Nominierung Best Actor für die Darstellung Franz Schuberts im Kinofilm Notturno
- 1989: Deutscher Kritikerpreis
- 1993: Goldener Gong und Bayerischer Fernsehpreis für die Darstellung des jüdischen Kaufmanns Max Salomon in dem ZDF-Sechsteiler Durchreise – Die Geschichte einer Firma
- 1996: Deutscher Fernsehpreis (Telestar)-Nominierung für die Darstellung des „Bohne“ in Angst hat eine kalte Hand
- 2005: Deutscher Filmpreis-Nominierung Beste Nebenrolle in Alles auf Zucker
- 2008: Nestroy-Theaterpreis-Nominierung Beste Nebenrolle
- 2009: Verleihung der akademischen Bezeichnung Professor an der Hochschule für Musik und darstellende Kunst in Frankfurt/Main
- 2010: Verdienstkreuz am Bande der Bundesrepublik Deutschland
- 2011: Nestroy-Theaterpreis Beste Nebenrolle für Der Parasit und Professor Bernhardi

## Filmografie

### Kino
- 1978: Messer im Kopf
- 1979: Das Ende des Regenbogens
- 1980: Die Kinder aus Nr. 67 oder Heil Hitler, ich hätt’ gern ’n paar Pferdeäppel
- 1983: Klassen Feind
- 1985: Der Tod des weißen Pferdes
- 1985: Dämonen der Städte
- 1986: Close up (Kurzfilm)
- 1986: Caspar David Friedrich – Grenzen der Zeit
- 1988: Zum Beispiel Otto Spalt
- 1989: Der siebente Kontinent
- 1990: Winckelmanns Reisen
- 1990: Vorwärts
- 1993: Kaspar Hauser
- 1993: In weiter Ferne, so nah!
- 1993: Der Kinoerzähler
- 1994: Hölderlin Comics
- 1994: Alles auf Anfang
- 1994: 71 Fragmente einer Chronologie des Zufalls
- 1995: Auf Teufel komm raus
- 1996: Kondom des Grauens
- 1997: Im Namen der Unschuld
- 1998: Hundert Jahre Brecht
- 1998: Bertolt Brecht – Liebe, Revolution und andere gefährliche Sachen
- 1999: Die Braut
- 1999: Der Vulkan
- 2001: Die Klavierspielerin
- 2004: Silentium
- 2004: Alles auf Zucker!
- 2008: Palermo Shooting
- 2010: Carlos – Der Schakal
- 2010: Kottan ermittelt: Rien ne va plus
- 2011: Mein bester Feind
- 2012: Blutsbrüder teilen alles
- 2016: Die Nacht der 1000 Stunden
- 2016: Tschick
- 2017: Life Guidance
- 2018: Wolkenbruchs wunderliche Reise in die Arme einer Schickse
- 2020: Rivale
- 2021: Die Geschichte meiner Frau (The Story of My Wife)
- 2022: Serviam – Ich will dienen

### Fernsehen
- 1977: Rückfälle
- 1983: Variation
- 1984: Der Mord mit der Schere
- 1986: Mit meinen heißen Tränen (Fernsehdreiteiler)
- 1988: Tatort: Ausgeklinkt (Fernsehreihe)
- 1991: Der einsame Weg
- 1991: Ende der Unschuld
- 1991, 1992: Ein Fall für Zwei (Fernsehserie, verschiedene Rollen, 2 Folgen)
- 1992: Das untergehende Vaterland
- 1993: Das letzte U-Boot
- 1993: Durchreise – Die Geschichte einer Firma (Fernsehsechsteiler)
- 1993: Wehner – die unerzählte Geschichte
- 1993: Die Rebellion
- 1993: Der Showmaster
- 1993: Die Elefantenbraut
- 1994: Faust: Rechts außen (Fernsehreihe)
- 1995: Derrick (Fernsehserie, Folge Mitternachtssolo)
- 1995: Ich bin unschuldig – Ärztin im Zwielicht
- 1996: Die Angst hat eine kalte Hand
- 1997: Das Schloß (Stimme)
- 1997: Der Hauptmann von Köpenick
- 1997: Liebe Lügen
- 1997: Kunst
- 1997: Tatort: Morde ohne Leichen
- 1999: Woyzeck
- 1999: Sturmzeit (Fernsehfünfteiler, 3 Folgen)
- 2000: Deutschlandspiel
- 2000: Blumen lieben oben (Stimme)
- 2001: Die Manns – Ein Jahrhundertroman (Fernsehfünfteiler, eine Folge)
- 2001: Blumen für Polt
- 2002: Edgar Wallace – Das Haus der toten Augen
- 2002: Tatort: Schlaf, Kindlein, schlaf
- 2003: Treibjagd
- 2005: Die Nachrichten
- 2005: Unkenrufe – Zeit der Versöhnung
- 2005: Daniel Käfer – Die Villen der Frau Hürsch
- 2005: Die Nachrichten
- 2007: Stolberg (Fernsehserie, Folge Vermisst)
- 2006: Daniel Käfer – Die Schattenuhr
- 2007: Gespenster
- 2013: Alles Schwindel (Fernsehfilm)
- 2014: Joachim Vernau – Die letzte Instanz (Fernsehreihe)
- 2014: Danni Lowinski (Fernsehserie, Folge Zwangspension)
- 2014: Das Zeugenhaus
- 2015: Tatort: Deckname Kidon
- 2016: Letzte Ausfahrt Gera – Acht Stunden mit Beate Zschäpe
- 2016: Tschick
- 2017: Kommissar Dupin (Fernsehreihe)
  - 2017: Bretonischer Stolz
  - 2017: Bretonische Flut
- 2017: Angst – Der Feind in meinem Haus
- seit 2017: Babylon Berlin (Fernsehserie)
- 2018: Wolkenbruchs wunderliche Reise in die Arme einer Schickse
- 2019: Allmen: Allmen und das Geheimnis der Dahlien (Fernsehreihe)
- 2020: Ostfriesengrab (Fernsehreihe)
- 2023: Die Drei von der Müllabfuhr – Arbeit am Limit (Fernsehreihe)

## Diskografie
- Zeugnis ablegen: die Tagebücher des Victor Klemperer 1933–1934, 1996
- Leben sammeln: die Tagebücher des Victor Klemperer 1918–1932, 1997
- Zwischen allen Stühlen : die Tagebücher des Victor Klemperer 1945–1958, 1999
- Thomas Mann: Der Zauberberg, 2000
- Fritz Lang – Eleanor Rose: Briefwechsel, 2001
- Julien Green: Adrienne Mesurat, 2002
- Andrea Camilleri: Fliegenspiel; sizilianische Geschichten, 2003
- Die Toscana-Therapie, 2005
- Fernando Pessoa: Das Buch der Unruhe des Hilfsbuchhalters Bernardo Soares, 2006
- Imre Kertész: Kaddisch für ein nicht geborenes Kind, 2006
- Oscar Wilde oder ich habe kein Verlangen, 2006
- Ahmadou Kourouma: die Nächte des großen Jägers, 2007
- Ich, Paula Becker-Modersohn, 2007

## Hörspiele (Auswahl)
- 1978: Hans Rothe: Besondere Kennzeichen: Kurzsichtig. Hörspiel um Georg Büchner. Regie: Ulrich Lauterbach. Produktion: BR/HR.
- 1984: Hubert Fichte, Die Geschichte der Empfindungen Augusts von Platen. Hörspiel in drei Teilen. Regie: Hubert Fichte. Produktion: SFB/BR.
- 1989: Ludwig Fels, Soliman / Winter in Wien. Rolle: Sprecher. Regie: Klaus Mehrländer. Produktion: WDR.
- 1991: Edgar Hilsenrath: Das Märchen vom letzten Gedanken (Der Müdir von Bakir) – Regie: Peter Groeger (Hörspiel – SFB/HR)
- 2010: Roland Barthes: Pariser Abende – Regie: Ulrich Lampen
- 2011: Jürg Amann: Der Kommandant – Aufzeichnungen des SS-Obersturmbannführers Rudolf Höß – (Hörspiel – ORF)
- 2016: Helmut Heißenbüttel, Zwei oder drei Porträts. Regie: Ulrich Lampen. Produktion: BR Hörspiel und Medienkunst. Als Podcast/Download im BR Hörspiel Pool.[6]